# Via crucis (Liszt)

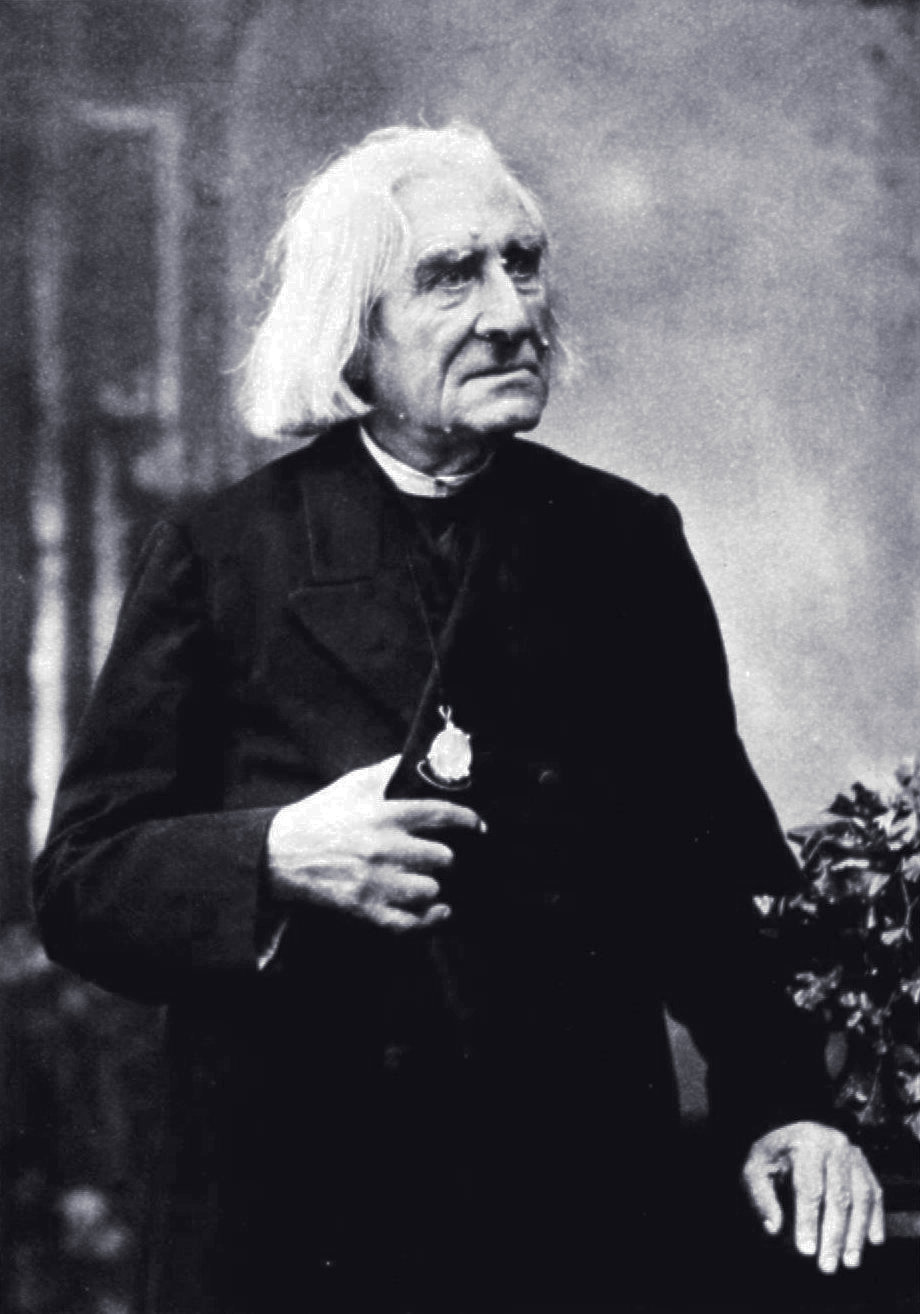
Liszt Ferenc

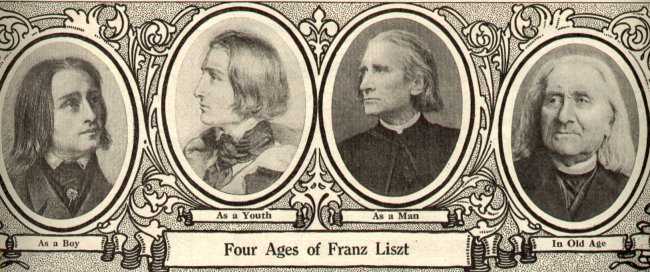
Liszt Ferenc képsora ifjútól idősig

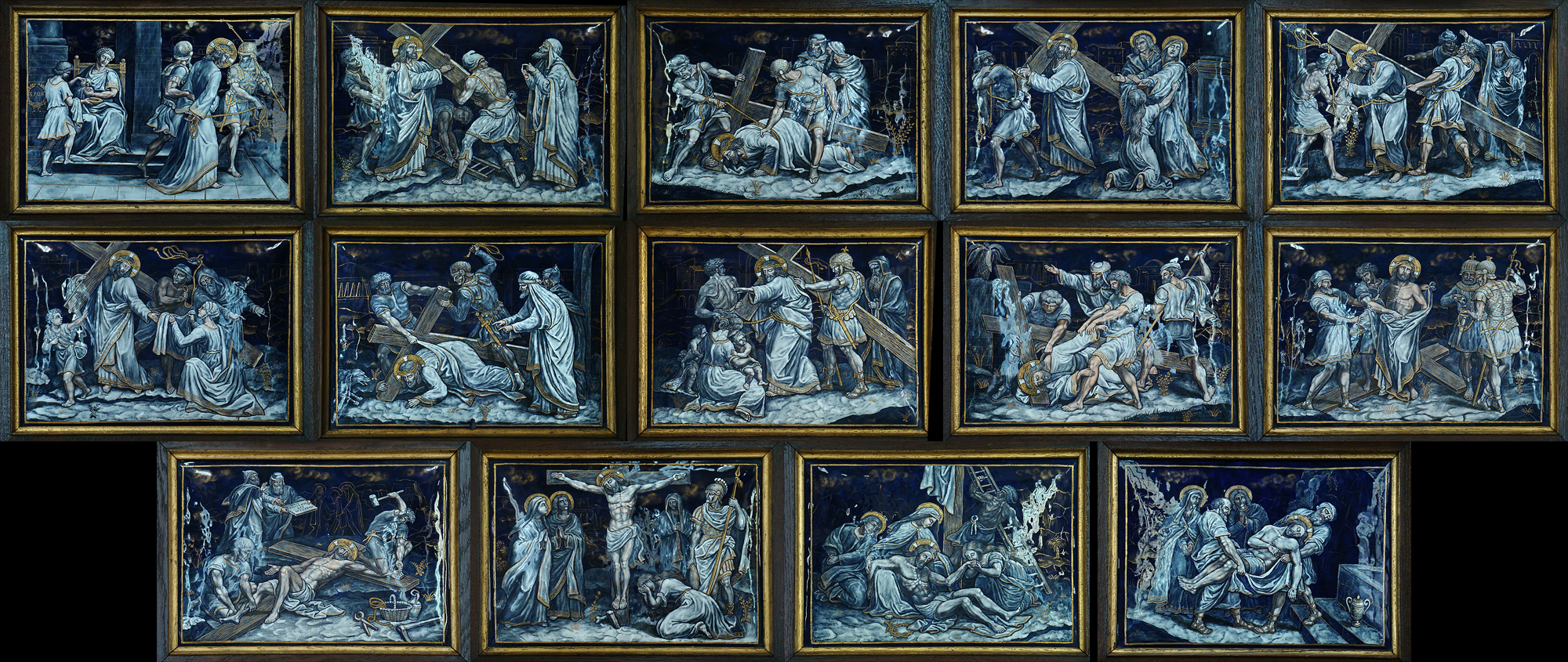
A keresztút tizennégy állomása

A Via crucis (Les 14 stations de la Croix pour choeur et soll, avec accompagnement d'orgue [ou pianoforte] – A kereszt útjának 14 állomása, kórusra és szólistákra, orgona- [vagy zongora-] kísérettel) Liszt Ferenc 1879-ben befejezett passiója. Műjegyzékszáma: S.53. Liszt életében nem adták elő, nem is adták ki, bemutatója 1929-ben volt Budapesten, Harmat Artúr vezényletével.

## A mű születése
Liszt Ferenc már 1873-ban foglalkozott a keresztút témájának feldolgozásával, majd 1876–1877-ben vázlatokat is készített hozzá. Szövegét a Bibliából, két középkori latin himnuszból és két német evangélikus korálból Carolyne zu Sayn-Wittgenstein állította össze. A tényleges komponáláshoz 1878-ban, Tivoliban, a Villa d’Estében fogott hozzá, és a munkával gyorsan haladt, amint erről Olga von Meyendorffnak 1878 szeptemberében írt levelében beszámolt. Október 23-án már azt írta, hogy a Via crucis már majdnem kész, és nagyon mélyen érintette a témával való foglalkozás. A befejezés átcsúszott a következő év elejére, amit az Országos Széchényi Könyvtárban őrzött kézirat is bizonyít.
A 68 éves zeneszerző először a négykezes változatot akarta kiadni, Dürer passiómetszeteivel a címlapon, de a kiadók nem mutattak érdeklődést iránta. A Via crucist 1884-ben, néhány más munkájával (Septem Sacramenta, Rosario, Sicut cedrus motetta) együtt a Pustet kiadónak ajánlotta fel levélben, megemlítve, hogy a honorárium mellékes, mert ez számára szívügy. A kiadó visszautasította, mert a művek „túl világiak”. Természetesen nem erről volt szó, egyszerűen nem láttak benne kellő anyagi hasznot. A művet végül Liszt életében nem is adták ki, halála után ötven évvel jelent meg az első összkiadásban.
A Via crucist nem is mutatták be Liszt életében, először 1929 nagypéntekén adták elő a budapesti Belvárosi plébánián, Harmat Artúr dirigálásával.

## A zene

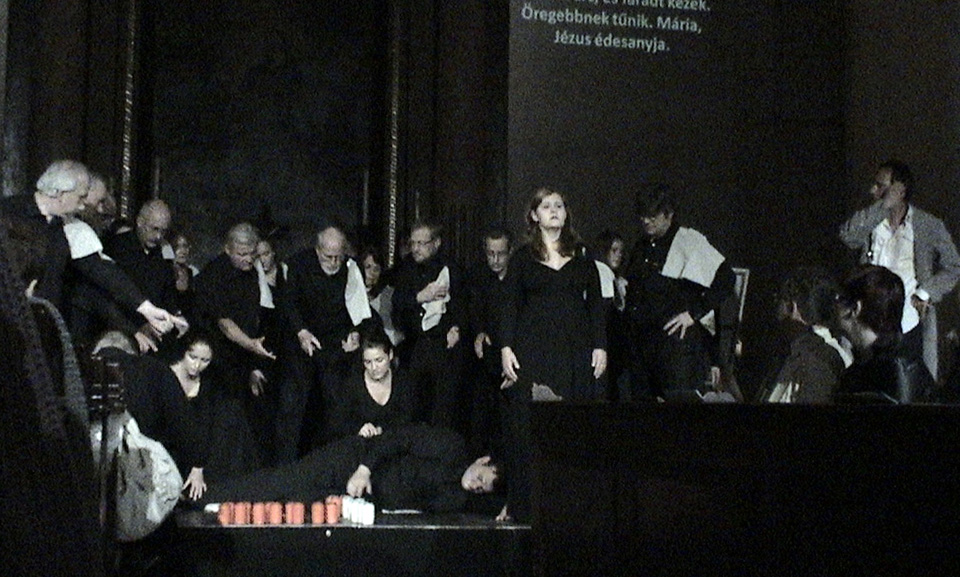
A Via crucis előadása a miskolci belvárosi evangélikus templomban, a Miskolci nemzetközi operafesztivál keretén belül, 2011-ben

A Via crucis az idős mester egységessé érett, tervszerű és tömör alkotása (alig több fél óránál), felépítése szervesen összefüggő, az eszközei lényegre törőek és meglepően modernek. Tizenöt tételes mű, bevezetésből és Krisztus szenvedéstörténetének tizennégy stációjából áll (a tételek rövidek, pár percesek). Testo (mesélő) nincs, helyette a férfikart használja, a híveket vegyes-, illetve női kar képviseli, a basszus szólista Pilátust, a bariton Jézust személyesíti meg, a mezzoszoprán egy névtelen asszony a népből.
A mű tételei több tematikus szállal kapcsolódnak egymáshoz. Az egyik ilyen zenei téma Krisztus kínjainak jelképe (ennek megfelelően a bevezetésen kívül minden tételben előfordul), egy bachi jellegű témamag (Liszt egy alkalommal a b-a-c-h hangokat is felidézi). A másik többször, több tételben visszatérő téma a szenvedésében az égre felnéző Krisztust jelképezi, a Vexilla regis gregorián himnusz részlete. A harmadik téma Liszt által már a Krisztus-oratóriumban is feldolgozott Stabat mater szekvencia. A Via crucisban Liszt döbbenetesen modern harmóniai megoldásokat alkalmazott: a tonalitást szétfeszítve alkalmazza a tizenkétfokú kromatikus hangsor teljes hangkészletét, alkalmazza az oktávot hat egyenlő nagyszekundra osztó egészhangú skálát, a két bővített szekundot tartalmazó magyar (vagy cigány) moll hangjait, olyan hangközszűkítő-tágító megoldásokat, ami majd Bartókra lesz jellemző.
Liszt az egyes tételeknek francia címet adott. A magyar szövegrészletek Lengyel Jenő fordításai.
Bevezetés Vexilla regis
Rövid orgonabevezető után a gregorián himnuszt először unisono, majd négyszólamú vegyeskórus adja elő. A szöveg: „Jönnek a királyi zászlók,/csillan a kereszt misztériuma,/ami által halálba torkollik az élet,/de a halott a halálból feléled.//Beteljesedett a jövendölés,/hiszen David így énekelt/a népeknek híven:/az Úr regnált a keresztről./Amen.//Kereszt, köszöntünk; egyetlen reményünk/te vagy a siralom idején./légy még inkább kegyelmes az igazakhoz,/vedd le vállunkról bűneinket./Amen.”
1. stáció Jésus est condamné à mort – Jézust halálra ítélik
A keresztút 1. stációjának zenei képe erőteljes, szinte vad orgonaszóval indul, amit Pilátus szólója követ: „Innoncens ego sum a sanguine justi hujus – Ártatlan vagyok ennek az igaz embernek halálában.”
2. stáció Jésus porte sa croix – Jézus felveszi keresztjét
A tétel a zenei főtéma változatával indul, a szenvedést kromatikus mozgású felső szólam alatti érdes bővített hármasok fejezik ki. Az orgonatétel két szakasza között a bariton szóló Jézus áhítatos szavait idézi: „Ave Crux! – Üdvözlégy, kereszt”.
3. stáció Jésus tombe pour la première fois – Jézus először esik el
A zenei mottó éles akkordokkal jelentkezik, az unisono férfikar kiált fel: „Jesus cadit – Jézus elesik”, majd a Stabat mater dolorosa háromszólamúvá alakított első tercimája szólal meg női tercett finom előadásában. „Csak állt ott a megtört anya,/a keresztnél könnye ömlött,/mert a fia – ott fönt függött!”
4. stáció Jésus rencontre sa sainte Mère – Jézus anyjával, Máriával találkozik
A tétel zenéje az orgonán szólal meg. Első része az összecsukló Krisztus képét szemlélteti, a második része pedig azt a gyengédséget érzékelteti, amit anyja láttán érez. Liszt ebben a tételben a hangkészlet mind a tizenkét fokát használja.
5. stáció Simon de Cyrène aide Jésus à porter la croix – Cirénei Simon vállára veszi Jézus keresztjét
Ez a tétel is az orgonáé, a zene az elején a gyötrődést, majd a részvétet érzékelteti. A tétel második részében a 2. tétel módosított motívuma tér vissza.
6. stáció Sainte Véronique – Szent Veronika
Az orgona a Veronika kendője történetet jeleníti meg, a zenei mottó anyagának felhasználásával. Ezt követően ezt a témát Liszt úgy formálja, hogy megjeleníthessen benne egy Bach iránti tisztelgést: megszólalnak benne a b-a-c-h hangok. Ezután a Máté-passió legfontosabb koráljának, az „O Haupt voll Blut und Wunden” feldolgozása következik, négyszólamú vegyeskarra, a végét pedig az orgona kerekíti le. A szöveg: „Jaj, te vérrel-sebbel teli fő:/kitettek gúnynak, fájdalomnak!/Csúful tenni téged/megkoronáztak – töviskoronával!//Jaj, valaha szép díszed volt/a legmélyebb tisztelet,/bármennyire is gyaláznak,/én mégis szívből köszöntelek!”
7. stáció Jésus tombe pour la deuxième fois – Jézus másodszor esik el
A 7. stáció zenei anyaga tulajdonképpen a 4. tétel, Jézus első elesését érzékeltető anyagának variánsa, a szöveg ugyanaz.
8. stáció Les Femmes de Jérusalem – Jeruzsálem asszonyai
Egy fájdalmas sirató szólal meg az orgonán, majd a zenei mottó következik. Zengő orgonaakkord után a bariton szóló tolmácsolja Jézus szavait: „Nolite flere super me, sed super vos ipsas flete et super filios vestros – Ne sírjatok miattam;/ontsatok könnyet magatok miatt,/és a gyermekeitekért.” A rövid záró, kvázi indulós (Allegro marziale) rész mintegy az ítélet végrehajtását sürgeti.
9. stáció Jésus tombe pour la troisième fois – Jézus harmadszor esik el
A tétel zenéje a 3. és a 7. stáció változata, még magasabb hangokon. A szöveg ugyanaz.
10. stáció Jésus est déshabillé – Jézust megfosztják ruháitól
Az orgona panaszos-fájdalmas dallamot játszik, ereszkedő kromatikus tematikával, éles disszonanciákkal. A mottó az orgona legfelső szólamában szólal meg.
11. stáció Jésus est cloué sur la croix – Jézust felfeszítik a keresztre
A férfikar erőteljes ritmikájú, disszonáns hangok kíséretében ismételgeti: „Crucifige – Megfeszíteni!” Rövid tétel, hossza az egy percet sem éri el.
12. stáció Jésus meurt sur la croix – Jézus meghal a kereszten
Ez a mű leghosszabb tétele. Jézus bariton által megszólaltatott fohászával indul: „Eli, Eli! lamma sabacthani!, dallamát az orgona ismétli. A bariton második dallama a beletörődést érzékelteti: „In manus tugs commendo spiritum meum.” Ezt követően az orgona játssza az „O Crux, ave” dallam feldolgozását, fokozódó hangerővel. Jézus szavai: „Consummatum est”, amit a női tercett ismétel, a szakaszt pedig a zenei mottó zárja, magyar mollban. A tétel befejezéseként az 1628-ből származó „O Traurigkeit, O Herzeleid”  német protestáns korál hangzik fel, négyszólamú vegyeskarra átírva. A teljes magyar szöveg: „Uram, jaj, Uram, miért hagytál el?!/Lelkemet a kezedbe ajánlom./Elvégeztetett.//Ó, szomorúság! Ó, szív fájdalma!/Hát nincs elég ok a gyászra?/Az Úr egyetlen fiát/teszik most a sírba!/Ó, szomorúság! Ó, szív fájdalma!”
13. stáció Jésus est descendu de la croix – Jézus testét leveszik a keresztről
Orgonatétel, amelyben a korábbi tételek zenei anyagaiból tér vissza néhány, például a mottó és a Stabat mater.
14. stáció Jésus est mis au tombeau – Jézus testét sírba teszik
A tételben az orgona, a mezzoszoprán szóló és a vegyeskórus működik közre. Zeneileg a bevezető párja. A mű az orgonán felhangzó pianissimo szó-lá-dó motívummal, Liszt jól ismert, más műveiben is sokszor előforduló zenei kereszt-jelképével fejeződik be. „Kereszt, köszöntünk; egyetlen reményünk,/világ megváltója és dicsősége,/légy igazságos az igazakkal,/a bűnösöket ajándékozd meg kegyességeddel!/Amen.”
Előadók, hangszerek: vegyeskar, két szoprán, mezzoszoprán, alt, tenor, bariton, basszus szólók; orgona vagy zongora. Előadható csak orgonán vagy zongorán is.
Liszt saját átdolgozásai: zongorára, két kézre (S.504a) és négy kézre (S.583),